# Odontodes pallidifimbria
Odontodes pallidifimbria är en fjärilsart som beskrevs av W. Warren 1916. Odontodes pallidifimbria ingår i släktet Odontodes och familjen nattflyn. Inga underarter finns listade i Catalogue of Life.